# زاريك فالنتين
زاريك فالنتين (بالإنجليزية: Zarek Valentin)‏ (6 أغسطس 1991 بلانكستر في الولايات المتحدة - ) هو لاعب كرة قدم أمريكي في مركز الدفاع. شارك مع منتخب الولايات المتحدة تحت 20 سنة لكرة القدم ومنتخب الولايات المتحدة تحت 23 سنة لكرة القدم. أما مع النوادي، فقد لعب مع إمباكت مونتريال ونادي شيفاز يو إس أي وبورتلاند تمبرز وFlint City Bucks ‏ ونادي بودو/غليمت وريدينغ يونايتد إيسي.

## وصلات خارجية
- زاريك فالنتين على موقع الدوري الأمريكي (الإنجليزية)
- زاريك فالنتين على موقع قاعدة بيانات كرة القدم.إي يو (الإنجليزية)
- زاريك فالنتين على موقع ليكيب (الفرنسية)
- زاريك فالنتين على موقع ناشيونال فوتبول تيمز (الإنجليزية)
- زاريك فالنتين على موقع Soccerway.com (الإنجليزية)
- زاريك فالنتين على موقع AS.com (الإسبانية)